# Aaron Sansi

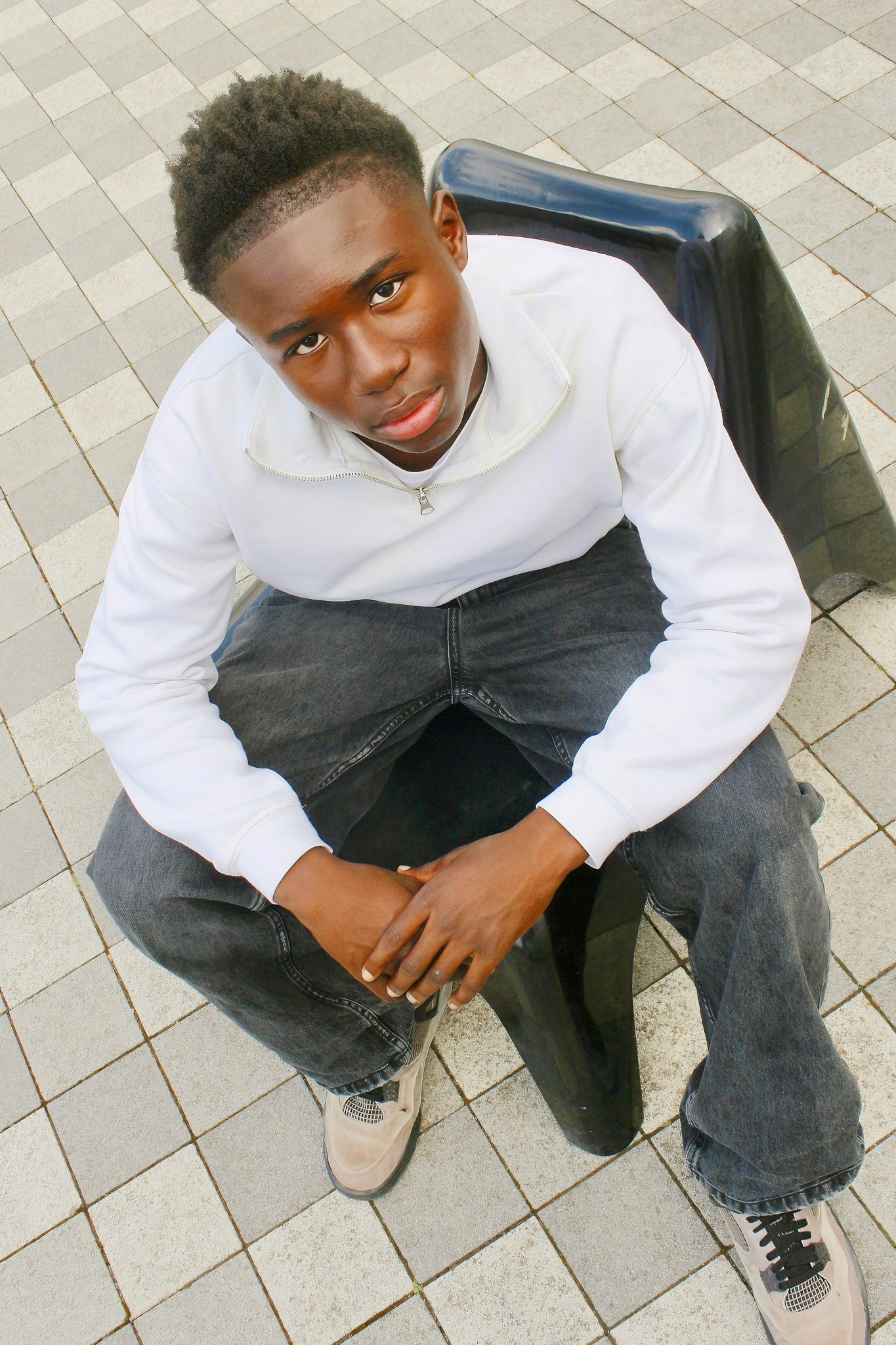
Aaron Sansi (2024)

Aaron Sansi (* 2008 in Fontainebleau, Frankreich) ist ein deutsch-französischer Schauspieler.

## Schauspielkarriere
Sansi begann seine Schauspielkarriere im Jahr 2020. Eine seiner ersten Hauptrollen übernahm er im Spielfilm Alone in a Strange World (2021), in dem er die Figur Londri Mingolo verkörperte. Der Film wurde unter anderem beim Toronto Black Film Festival gezeigt.
Im Jahr 2022 spielte er die Hauptrolle des Nick im ZDF-Fernsehfilm Geheime Schatten. 2023 war er als Musti Wawerka in der Neuverfilmung von Das fliegende Klassenzimmer zu sehen, die bundesweit in den Kinos lief. Zuvor spielte er 2020 in der RTL-Serie Sunny – Wer bist du wirklich? den jüngeren Karl. 2021 war er in der Kindersendung Beni und die schwarze Pfote zu sehen.
2023 trat Sansi außerdem in einem Werbespot der ERGO Versicherung auf, der in Zusammenarbeit mit dem Deutschen Fußball-Bund (DFB) produziert wurde.
Neben seiner Schauspielkarriere ist Sansi als Leichtathlet aktiv und startet für den USC Mainz. Er tritt vor allem in Hürdenlauf-Disziplinen (110 m) an.

## Festivalteilnahmen
Aaron Sansi war Teilnehmer beim Kinder-Medien-Festival Goldener Spatz.

## Filmografie (Auswahl)
- 2020: Sunny – Wer bist du wirklich? (Fernsehserie, 2 Folgen)
- 2021: Alone in a Strange World
- 2021: Beni und die schwarze Pfote
- 2022: Geheime Schatten
- 2023: Das fliegende Klassenzimmer